# Jakubowicki Potok
Jakubowicki Potok – potok w południowo-zachodniej Polsce, w województwie opolskim, powiatach kędzierzyńsko-kozielskim i prudnickim, gminach Pawłowiczki i Głogówek, częściowo na ziemi prudnickiej. Dopływ rzeki Stradunia, długości 10,54 km.
Źródło potoku znajduje się w Grudyńskim Lesie. Przepływa w rejonie miejscowości Jakubowice, Milice, Ciesznów, Damasko i Kazimierz. We wsi Kazimierz uchodzi do rzeki Stradunia.